# 2021年—2022年白俄羅斯—歐盟邊界危機

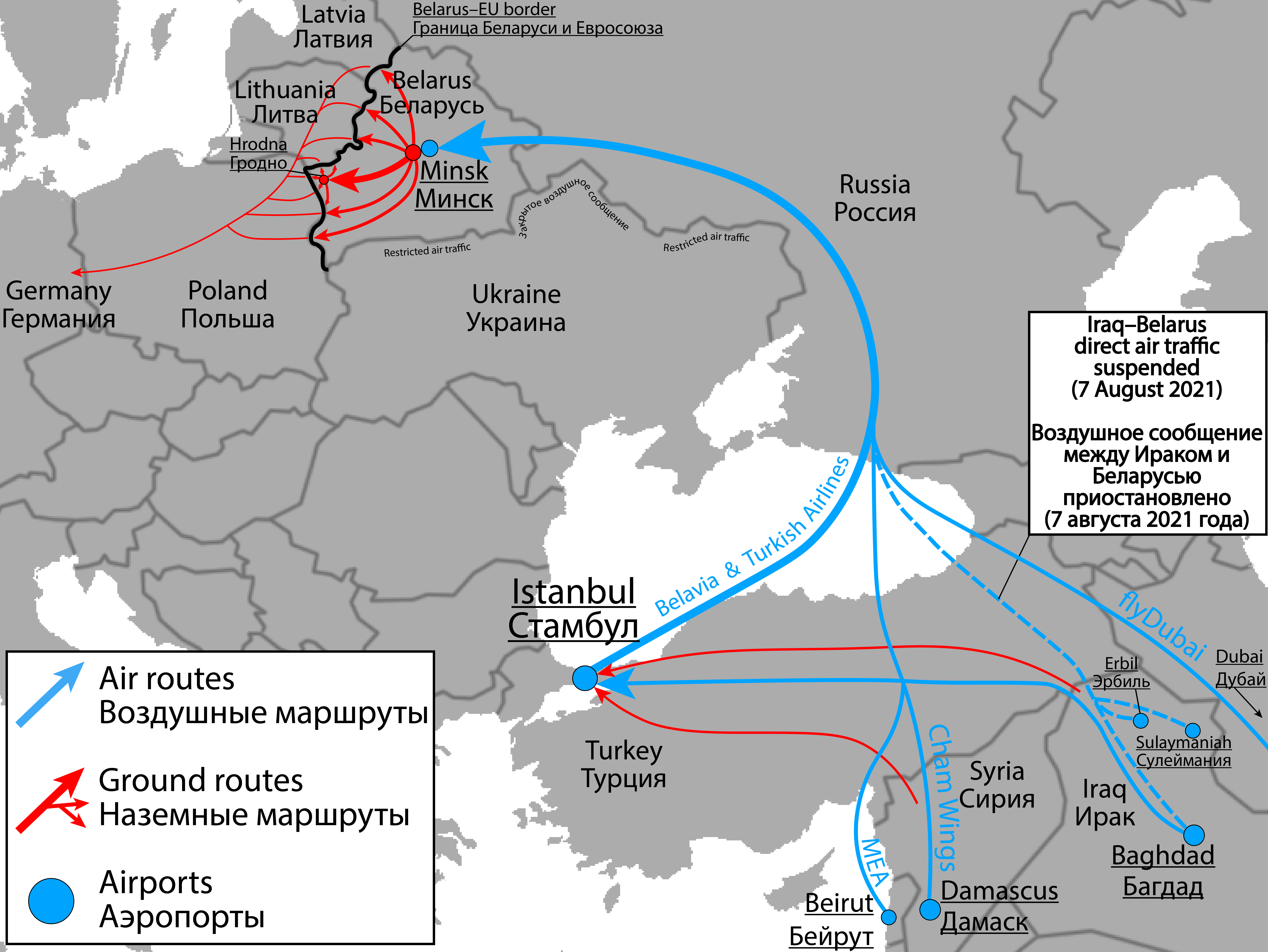

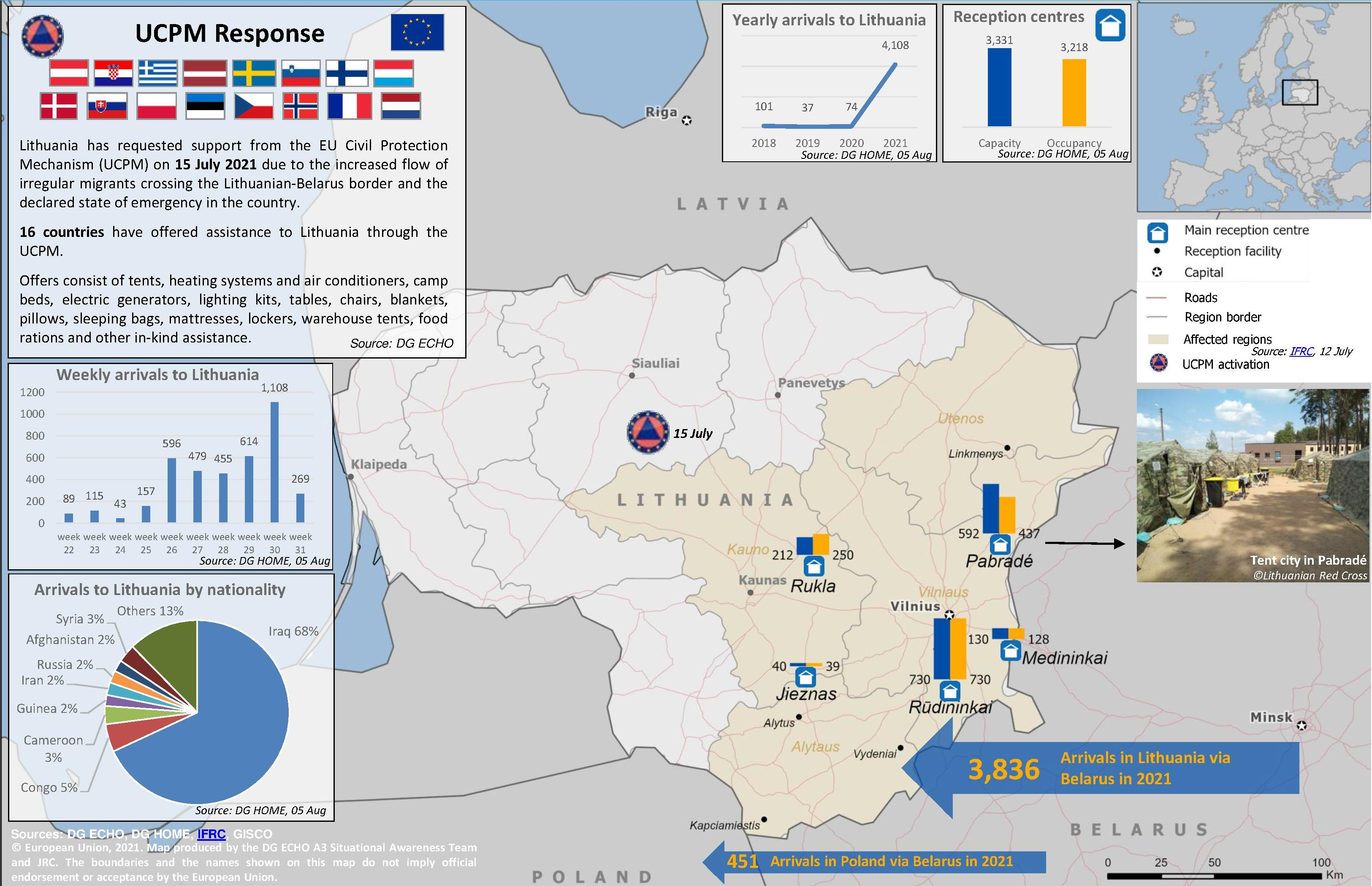
歐盟緊急應變協調中心統計數據（截至8月5日）

2021年白俄羅斯－歐盟邊界危機於2021年發生。據報白俄羅斯從2021年夏天開始，為了報復西方國家對白俄羅斯的制裁，開始主動派人在土耳其境內招攬有意到歐盟國家尋求庇護的阿富汗、伊拉克和敘利亞等國國民並協助他們來到白俄羅斯，然後不管這些有意尋求庇護者（下文有時簡稱他們為難民，不論其是否符合難民資格）同意或否，運送他們到白俄羅斯與歐盟接壤的（通常是立陶宛或波蘭）邊境，然後放任甚至變相強迫難民嘗試越過邊境進入歐盟國家尋求居留。
截至2021年11月中，有2,000至4,000名難民被困在波白邊境的比亞沃維耶扎原始森林，據報可能另有多達1.5萬名難民在白俄羅斯境內集結，準備向西進發。據報這次難民潮的過半數難民是伊拉克人，其次是敘利亞人、阿富汗人、伊朗人、也門人和巴基斯坦人。他們的目的地主要是德国。從2021年夏天至11月，德國已收容了超過2,000名成功越過白俄－歐盟邊界的難民。

## 背景
| 越過白俄羅斯－立陶宛邊界的非法移民人數 | 越過白俄羅斯－立陶宛邊界的非法移民人數 |
| 年份                                   | 人數                                   |
| -------------------------------------- | -------------------------------------- |
| 2015年                                 | 280人                                  |
| 2017年                                 | 72人                                   |
| 2018年                                 | 104人                                  |
| 2019年                                 | 46人                                   |
| 2020年                                 | 81人                                   |
| 2021年（截至8月7日）                   | 4,112人                                |
| 2021年（截至11月9日）                  | 4,220人                                |

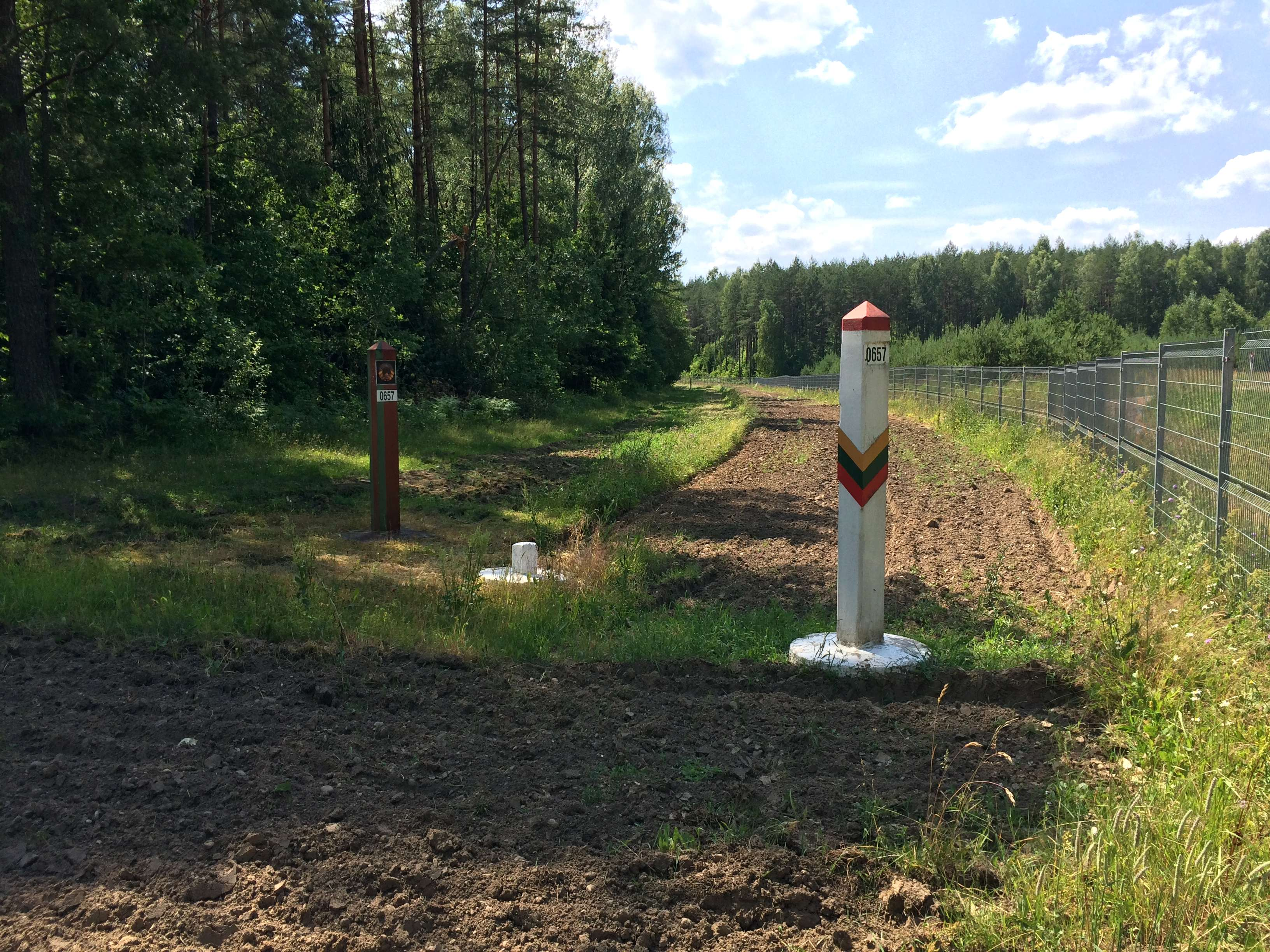
白俄羅斯－立陶宛邊界立陶宛側的界標

2014年起，許多來自敘利亞、伊拉克與阿富汗等國的移民湧入歐洲（以歐盟成員國為主），主要為由海路抵達義大利、馬爾他、西班牙與希臘等南歐國家，或者由陸路穿越巴爾幹半島抵達中歐，並試圖在西歐與北歐國家尋求庇護。立陶宛起初未被這波移民潮直接影響，僅根據歐盟協定暫時接受了489名移民（隨後大多轉往其他國家）。
2020年鄰國白俄羅斯爆發動亂，立陶宛支持白俄羅斯反對派，積極為逃離盧卡申科政權的白俄羅斯人提供庇護，致使兩國關係緊張。5月23日發生了瑞安航空4978號班機事件，由希臘雅典飛往立陶宛維爾紐斯的瑞安航空4978班機在經過白俄羅斯領空時，被一架白俄羅斯米格-29戰鬥機攔截而迫降明斯克国际机场，白俄當局將機上的反政府人士羅曼·普羅塔塞維奇逮捕，歐盟對白俄此舉強烈譴責並頒布禁航、旅行禁令與凍結資產等制裁措施，盧卡申科評論此事件時表示「過去我們阻止了毒品與非法移民，現在你們必須好自為之」。6月28日白俄羅斯政府宣布廢除與歐盟簽署的重新接纳协定（readmission agreement），意即白俄羅斯將不再接受歐盟國家遣返自該國非法入境的移民。

## 手段
據報白俄羅斯政府向那些在境外成功招攬的有意尋求庇護者特別發出一種「中東特定國家專用」的特殊旅遊簽證。如果難民是從土耳其出發，白俄羅斯蛇頭向每人收取1.5萬至2萬歐元的基本費用，除此之外他們在前往歐盟區的旅程中也會面對其它額外收費項目。官方文件說那些基本收費是用於支付申請白俄羅斯旅遊簽證以及飛往明斯克單程機票的費用。
波兰当局在边界设置了路障。在波白邊境的難民一方面被波蘭邊防人員攔阻，即使當中有些人打算折返白俄羅斯境內，他們也會遭到白俄羅斯邊防人員驅趕回波蘭一側，以致有大批難民被困在兩國邊境間的無人地帶上。
俄羅斯外長拉夫羅夫曾經提議歐盟可以比照先前向土耳其提供金錢援助的形式，向白俄羅斯提供數十億歐元化解危機。

## 邊境危機

### 白俄羅斯-波蘭邊境危機
2021年11月9日，波蘭總理莫拉維茨基批評俄羅斯總統普京是這場危機的真正主謀。11月10日，即將離任的德國總理默克爾呼籲普京採取行動協助解決在波白邊境的移民問題。當天波蘭增兵白俄羅斯-波蘭邊界，部署於兩國邊境的波蘭官兵達到1.5萬人。同時波蘭拘留了數百名試圖入境的移民和難民。
11月12日，土耳其暫停容許伊拉克、敘利亞和也门的國民乘搭從土耳其飛往白俄羅斯的航班直至另行通告。
截至11月12日的最近數星期內，有至少7名難民在波白邊境死亡，有些是死於低溫症。一名波兰士兵在波兰与白俄罗斯边境地区因枪支走火意外死亡。
11月15日，欧盟理事会宣布欧盟已修改针对白俄罗斯的制裁规则，将进一步扩大对该国的制裁范围。同日，阿联酋宣布禁止阿富汗、敍利亚、也门及伊拉克公民从阿联酋乘飞机前往明斯克。
11月16日，波兰和白俄罗斯边境的库兹尼察过境点附近，数百名难民用石块、玻璃瓶以及眩晕弹襲擊边境隔离带另一侧的波兰士兵和警察，波方则使用水炮和催泪瓦斯予以还击。一名警察被硬物擊中頭骨，傷勢嚴重，另有至少六名警察受傷。
11月17日，数百名伊拉克移民乘飞机离开了白俄罗斯。同時波兰還逮捕了100多名移民。